# Державна премія УРСР імені Тараса Шевченка — лауреати 1982 року
Державні премії УРСР імені Тараса Шевченка в галузі літератури, журналістики, мистецтва і архітектури 1982 року були присуджені спільною Постановою Центрального Комітету Компартії України і Ради Міністрів Української РСР № 122 від 3 березня 1982 р. за поданням Комітету по Державних преміях Української РСР імені Т. Г. Шевченка.

## Список лауреатів
| Галузь                           | Лауреат | Обґрунтування |
| -------------------------------- | --- | --- |
| Література                       | Мороз Анатолій Трохимович | за роман «Четверо на шляху». |
| Журналістика і публіцистика      | Стадниченко Володимир Якович | за публіцистичні твори останніх років. |
| Образотворче мистецтво           | Шишко Сергій Федорович | за серію картин «Київська сюїта». |
| Теорія та історія мистецтва      | Білецький Платон Олександрович | за книги «Український портретний живопис XVII-XVIII ст.», «Українське мистецтво другої половини XVII-XVIII століть», «Українське радянське мистецтво». |
| Оперно-театральне мистецтво      | Мірошниченко Микола Іванович — автор п'еси Терентьєв Віктор Сергійович — режисер-постановник Кривошеїн Олександр Сергійович — художник-постановник Гончар Андрій Петрович — виконавець ролі Автора і першого секретаря обкому партії                                                                                              | за виставу «Возрождение» за однойменною книгою Л. І. Брежнєва в Одеському обласному російському драматичному театрі імені А. В. Іванова. |
| Концертно-виконавська діяльність | Іконник Віктор Михайлович — художній керівник і головний диригент Київського камерного хору імені Б. М. Лятошинського | за популяризацію хорової спадщини українського радянського композитора Б. М. Лятошинського і концертно-виконавську діяльність останніх років. |
| Кінематографія                   | Мащенко Микола Павлович — режисер-постановник Харитонов Андрій Ігорович — виконавець ролі Овода Бондарчук Сергій Федорович — виконавець ролі кардинала Монтанеллі | за трисерійний художній телевізійний фільм «Овід» Київської ордена Леніна кіностудії художніх фільмів імені О. П. Довженка. |
| Архітектура                      | Автори художньо-декоративного оформлення театру: Сосновий Дмитро Григорович — архітектор Вільшук Василь Михайлович — скульптор Шевчук Володимир Олексійович — художник Овчар Антон Степанович — столяр-червонодеревник Лукашко Василь Миколайович — різьбяр Автор проекту театру: Сандлер Леонід Григорович — інженер-конструктор | за використання мотивів народної творчості при створенні приміщення музично-драматичного театру імені І. Я. Франка в місті Івано-Франківську. (Автор проекту театру архітектор Сліпець Степан Павлович удостоєний Державної премії Української РСР імені Т. Г. Шевченка раніше). |